# Jacques Desnerck
Jacques Desnerck, né à Néchin le 1er août 1924 et mort à Tournai le 6 décembre 1997, est un éditeur de presse belge. 

## Biographie
Jacques Desnerck est le fils de Jules Desnerck, bourgmestre de Néchin (Estaimpuis) en Hainaut occidental et directeur commercial de sociétés textiles.
Docteur en droit de l'université catholique de Louvain, Jacques Desnerck occupa durant plusieurs décennies la tête du journal quotidien régional le Courrier de l'Escaut à Tournai. Ce journal couvre la zone du Hainaut occidental (Tournai-Ath-Mouscron-Lessines-Enghien). Il s'intégra avec son journal dans le groupe Vers l'Avenir dont il devint secrétaire général. Il dirigea aussi de nombreuses années une imprimerie liée aux activités du groupe.
Il fut secrétaire de l'association catholique des journaux belges, siégea chez les éditeurs de presse et fut président de la commission de reconnaissance du titre de journaliste professionnel, qu'il contribua à créer avec l'ancien Premier ministre Théo Lefèvre. Il fut aussi professeur de droit de la presse. Il transmit directement la fibre de la presse à son descendant direct, Miguel-Damien Desnerck, créateur de la société media Desnerck Media Ltd, active notamment dans la presse quotidienne online. Durant sa jeunesse, Miguel participa à divers initiatives politiques promouvant l'unité de la Belgique, tel que le parti politique Unie. 